# 326P/Hill
326P/Hill, komet Jupiterove obitelji